# Mikrofonverstärker
Ein Mikrofonverstärker ist ein internes Bauteil von Kondensator- und Elektretmikrofonen, der im Signalfluss örtlich direkt hinter der Mikrofonkapsel sitzt. Funktionell wird dabei keine Spannung verstärkt, wie der Name suggeriert, sondern es wird eine Impedanzwandlung (Stromverstärkung) durchgeführt.

Schaltbild: Einfacher Mikrofonverstärker mit Feldeffekttransistor

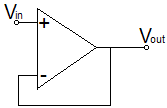
Schaltbild: Operationsverstärker als Impedanzwandler mit einer Spannungsverstärkung = 1

Die Membran eines Kondensatormikrofons ist eine sehr hochohmige Spannungsquelle, liefert also nicht genug Strom, um das Signal störungsfrei direkt über ein Kabel zum Mischpult zu leiten. Daher wird ein Impedanzwandler benötigt; dieser wird auch als Mikrofonverstärker bezeichnet. Er ist kein (!) Spannungsverstärker (Spannungsverstärkung = 1). Seine Aufgabe besteht allein darin, die Signale der hochohmigen Kondensatorkapsel für die Übertragung durch das Mikrofonkabel und an den Eingang des Mischpultes anzupassen. Es findet eine Impedanzwandlung von der sehr hochohmigen Kondensator-Kapsel (>1 GΩ) auf einen viel niedrigeren Ausgangswiderstand (<200 Ω in der Studiotechnik) statt.
Außerdem findet in der Studiotechnik eine Umwandlung in ein symmetrisches Signal statt, dafür kann ein Übertrager oder eine elektronische Schaltung verwendet werden. Die Versorgungsspannung für den Impedanzwandler kommt oft von einer vom Mischpult gelieferten Phantomspeisung, die überwiegend 48 V beträgt.
In der Studiotechnik gibt es nur in Ausnahmefällen einen Spannungs-Verstärker im Mikrofon. Das gilt auch bei Elektretmikrofonen.
Etwas anderes ist der Mikrofonvorverstärker, englisch Mic Preamp genannt. Hier wird die geringe Spannung am Mikrofonausgang (vor allem bei dynamischen Mikrofonen) auf einen Pegel verstärkt, mit dem ein Verstärker oder ein Mischpult angesteuert werden kann. Die Begriffe Mikrofonvorverstärker (als notwendiger Spannungsverstärker) und Mikrofon-"Verstärker" (als Impedanzwandler) im Mikrofonkörper werden besonders in der Hobbytechnik nicht klar auseinandergehalten.